# العمياء (فلم)
العمياء فيلم مصري.

## قصة الفيلم
نعيمة عمياء تعيش مع اثنين من الشباب، خليل وأديب، تود رتيبة خطيبة الأخير أن تصبح ممثلة. وتصاب بالغيرة من وجود نعيمة، يعمل أديب بائع صحف ويبيع خليل أوراق اليانصيب، ويعمل في تجارة المخدرات، يحب أديب رتيبة ويود أن يحدد الزواج، ويقنع عبود نعيمة ببيع الزهور في الروشة، وهى في الحقيقة هيرويين.

## فريق العمل

### تمثيل
| - سميرة أحمد:نعيمة العمياء - محمد عوض:اديب - جوزيف نانو:زعيم العصابة - جوني غفاري:خليل صديق اديب - فكتوريا ماسوسيان:سنية | - سامى نجيب - محمد زين - خضر نصر الدين - علي دياب:رب البيت يحاول اغتصاب العمياء | - شفيق حسن:ابو نعيمة - علياء نمري - عماد الزعني - مارسيل هاشم |

### الإداريون
| - أديب جابر: منتج - سميرة أحمد: منتج - ستوديو بعلبك: إعداد الفيلم - ظافر داود أوغلو: مخرج | - منير بطش: مخرج مساعد - يوسف عوف: سيناريو وحوار - فؤاد القصاص: مؤلف - ستانلي خوري: مهندس الصوت | - إسكندر شهوان: مساعد - نجاح كيوف: نيجاتيف - اغوى برزيزينيكان: مونتير - إبراهيم عرايس: إكسسوار | - وحيد فريد: مدير التصوير - محمد ضياء الدين: ألحان وموسيقى تصويرية - شركة الأفلام المتحدة (م. شافعي وشركاه): موزع |